# Fonualai
Fonualai ist eine kleine unbewohnte Insel in der tonganischen Inselgruppe Vavaʻu.

## Geographie
Fonualai liegt im Süden des Archipels, mitten zwischen Nuapapu (Matamaka-Halbinsel, N), Luaʻofa, Sisia (O), Moʻunu (S), Ovalau, Langitau und Lape.

## Klima
Das Klima ist tropisch heiß, wird jedoch von ständig wehenden Winden gemäßigt. Ebenso wie die anderen Inseln der Vavaʻu-Gruppe wird Fonualai gelegentlich von Zyklonen heimgesucht.